# Catenomyces persicinus
Catenomyces persicinus är en svampart som beskrevs av A.M. Hanson 1944. Catenomyces persicinus ingår i släktet Catenomyces och familjen Catenariaceae.   Inga underarter finns listade i Catalogue of Life.